# جوزيبي بيليجريني
جوزيبي بيليجريني (بالإيطالية: Giuseppe Pellegrini)‏ (و. 1953  م) هو عالم عقيدة، وكاتب سيناريو، وكاهن كاثوليكي إيطالي.

## مناصب
تولى منصب أسقف كاثوليكي (منذ 26 مارس 2011)
- مطران  [لغات أخرى]‏

.